# مشن-لازنی
مشن-لازنی (به چکی: Mšené-lázně) یک منطقهٔ مسکونی در جمهوری چک است که در ناحیه لیتومیریتسه واقع شده‌است. مشن-لازنی ۳۷٫۲ کیلومتر مربع مساحت و ۱٬۶۷۵ نفر جمعیت دارد و ۲۱۳ متر بالاتر از سطح دریا واقع شده‌است.